# دميترو سيموشكو
دميترو سيموشكو (بالأوكرانية: Семочко Дмитро Дмитрович)‏ (25 يناير 1979 بلفيف في أوكرانيا - ) هو لاعب كرة قدم أوكراني في مركز الدفاع. لعب مع أورالان إليستا وشينيك ياروسلافل ولوخ إينيرجيا فلاديفوستوك ونادي دنيبرو دنيبروبتروفسك ونادي كارباتي لفيف ونادي ميتاليست خاركيف وFC Lviv ‏ وFC Nizhny Novgorod (2007) ‏ ونادي خيمكي وهوفيرلا أوجهورود ‏ ونادي فولين لوتسك.

## وصلات خارجية
- دميترو سيموشكو على موقع اتحاد أوكرانيا (الإنجليزية)
- دميترو سيموشكو على موقع قاعدة بيانات كرة القدم.إي يو (الإنجليزية)
- دميترو سيموشكو على موقع Soccerway.com (الإنجليزية)